# Karl Meiler
Karl Meiler (ur. 30 kwietnia 1949 w Erlangen, zm. 17 kwietnia 2014) – niemiecki tenisista, zwycięzca turniejów zawodowych w grze pojedynczej i podwójnej, reprezentant w Pucharze Davisa. W historii polskiego tenisa zapisał się jako partner deblowy Wojciecha Fibaka (w latach 1975–1976), z którym wygrał m.in. prestiżowy turniej World Doubles World Championship Tennis w 1976, uważany za mistrzostwa świata w grze podwójnej.

## Życiorys
W 1967 był mistrzem juniorów RFN, rok później osiągnął półfinał juniorskiego Orange Bowl. W 1971 był już klasyfikowany jako piąta rakieta Niemiec, by niebawem rozpocząć marsz w górę rankingu światowego. W 1972 był wśród założycieli stowarzyszenia tenisistów zawodowych ATP. W 1972 wygrał swój pierwszy turniej w grze pojedynczej – mistrzostwa Ameryki Południowej w Buenos Aires, pokonując w finale Vilasa w pięciu setach (po odrobieniu stanu 0:2 w setach). W tym samym roku był jeszcze w półfinale międzynarodowych mistrzostw Niemiec w Hamburgu, a znaczący sukces osiągnął w rozgrywanym na przełomie 1972 i 1973 wielkoszlemowym turnieju Australian Open. Już w drugiej rundzie wyeliminował w trzech setach obrońcę tytułu, niemal 40-letniego, ale wciąż groźnego przedstawiciela gospodarzy Kena Rosewalla, co uznano za wielką niespodziankę; przegrał dopiero w półfinale z Nowozelandczykiem Parunem. W 1973 dotarł Meiler do trzech finałów turniejowych, ale wszystkie przegrał – w Salisbury z Connorsem, w Berlinie z rodakiem Pohmannem, a w Hamburgu z Dibbsem. Ponadto był w półfinałach w Des Moines, Waszyngtonie (w hali), Gstaad i Paryżu (w hali), a na Wimbledonie przegrał w trzeciej rundzie z Borgiem po pięciosetowej walce. W 1974 ugruntował swoją pozycję w szerokiej czołówce wygranymi turniejami w Omaha (w finale jedyne w karierze zwycięstwo nad Connorsem) i Calgary (w finale z Bertramem z Afryki Południowej) oraz finałami w Roanoke (porażka z Connorsem), Little Rock (w finale rewanż Connorsa po Omaha), Jackson (porażka z Sandym Mayerem), Waszyngtonie (porażka z Amritrajem) i pod koniec sezonu w Oslo (przegrana do Borowiaka), ale już w Wielkim Szlemie nie błyszczał (na Wimbledonie wyeliminował Gerulaitisa, by w drugiej rundzie ulec Tannerowi). W 1975 rozpoczął rok finałem w Nassau na Bahamach (uległ po raz kolejno Connorsowi), później zaliczył kilka półfinałów, ale także dłuższą nieobecność na korcie z powodu kontuzji; w drugiej części sezonu był w finałach w Monachium (przegrana z Vilasem) i Gstaad (przegrana z Rosewallem), a 1/8 finału US Open (wygrane m.in. z Gottfriedem i Tannerem, porażka z Fillolem) okazała się jego drugim najlepszym wynikiem w historii startów w Wielkim Szlemie. W 1976 najlepszym wynikiem Meilera w grze pojedynczej okazał się finał w Monachium, przegrany do Orantesa. Rok później ten sam Orantes nie przystąpił do decydującego meczu turnieju w Manili, otwierając Meilerowi drogę do czwartego, ostatniego triumfu singlowego. W 1977 był ponadto Niemiec w finale w Brukseli, ulegając Amerykaninowi Solomonowi w pięciu setach. W 1978 grał Meiler dużo słabiej i nie zdołał w żadnym turnieju osiągnąć nawet półfinału, a w 1979 grał po raz ostatni w finale, ale przegrał we Florencji – znów w pięciu setach – z Meksykaninem Ramirezem. W kolejnych latach coraz niższy ranking zmuszał Meilera do rozpoczynania turniejów od eliminacji, a wreszcie do startów w imprezach niższej kategorii (np. w 1982 wygrał on challenger w Neu Ulm). W 1983 po raz ostatni zaliczył występ wielkoszlemowy, ale już w pierwszym meczu na kortach Rolanda Garrosa uległ rodakowi Maurerowi. W 1985 zagrał tylko w dwóch turniejach, a w 1986 zakończył karierę występem w challengerze w Neu Ulm.
Gra podwójna przyniosła Meilerowi więcej sukcesów. Wygrał siedemnaście turniejów, a w dalszych trzynastu dochodził do finałów. Partnerowali mu przede wszystkim Niemiec Jürgen Fassbender i Polak Wojciech Fibak, ale pojedyncze triumfy odnosił także z Pakistańczykiem Rahimem, Niemcem Eberhardem oraz słynnymi Południowoafrykańczykami McMillanem i Hewittem. Przy dwóch finałowych występach towarzyszyli mu reprezentanci Czechosłowacji Jan Pisecky i Milan Holecek. Z Fassbenderem, któremu partnerował już w 1967 w meczu Pucharu Króla przeciwko Brytyjczykom, był Meiler w półfinale Wimbledonu 1973 (porażka z Connorsem i Nastase), ćwierćfinale Wimbledonu 1974 i ćwierćfinale French Open 1977. Ćwierćfinał Wimbledonu zaliczył ponadto w 1976 w parze z Fibakiem (przegrali z późniejszymi triumfatorami Gottfriedem i Ramirezem), a z Nowozelandczykiem Fairlie był w ćwierćfinale grudniowej edycji Australian Open 1977. Największy sukces deblowy Meilera to wygrana z Fibakiem mistrzostw cyklu World Championship Tennis w Kansas City na przełomie kwietnia i maja 1976. W turnieju, uważanym za mistrzostwa świata (odpowiednik późniejszego Masters), niemiecko-polska para pokonała kolejno Australijczyków Case’a i Mastersa, Amerykanina Gottfrieda i Meksykanina Ramireza, a w finale w pięciu setach Amerykanów Lutza i Smitha 6:3, 2:6, 3:6, 6:3, 6:4. W parze z Fibakiem Meiler wygrał ponadto w 1975 turnieje halowe w Paryżu (finał z Nastase i Okkerem) i Londynie (finał z Connorsem i Nastase), a w 1976 turnieje w Monte Carlo (przeciwko Borgowi i Vilasowi) i Düsseldorfie (w finale z Carmichaelem i Moore’em).
W ciągu kilkunastu lat kariery Meiler miał okazję zmierzyć się na korcie z większością znakomitości tenisowych swojej epoki. W ramach rywalizacji w turniejach zawodowych z żadnym z ówczesnych triumfatorów Wielkiego Szlema w singlu nie osiągnął pozytywnego bilansu, a szczególnie dotkliwie wygląda jego rywalizacja z Connorsem: dziesięć porażek przy jednej wygranej. Niemiec przegrał swoje jedyne mecze z Björnem Borgiem i Johnem Newcombe’em, nie zdołał też pokonać m.in. Johna McEnroe (dwie porażki), Adriano Panatty (trzy porażki) czy Stana Smitha (trzy porażki, w tym jedna walkowerem). Remisowe bilanse zanotował w rywalizacji z Ilie Nastase (po dwie wygrane i przegrane), Manuelem Orantesem (chociaż jedyna wygrana przez wspomniany walkower w finale w Manili), Markiem Edmondsonem (jeden mecz wygrany, jeden przegrany). Z Roscoe Tannerem Meiler dwa razy wygrał, a przegrał trzykrotnie, z Guillermo Vilasem wygrał dwa razy i przegrał czterokrotnie, natomiast z Janem Kodesem również wygrał dwa razy, ale przegrał aż siedem razy. Nie miał okazji zagrać z Arthurem Ashe’em, Andresem Gimeno czy mistrzem kolejnej epoki – Ivanem Lendlem. Z Wojciechem Fibakiem zdołał wygrać Meiler raz – w Rzymie w 1975; był to ich pierwszy pojedynek, pozostałe cztery rozstrzygnął na swoją korzyść Polak.
W reprezentacji Niemiec Zachodnich w Pucharze Davisa debiutował Meiler w 1968. W meczu przeciwko Szwajcarom wystąpił bez powodzenia w grze podwójnej, w parze z Jurgenem Fassbenderem. Porażką zakończył się również ostatni występ Meilera w zespole narodowym, kiedy w 1980 partnerował Rolfowi Gehringowi przeciwko Hiszpanom. Łączny bilans ma jednak Meiler pozytywny, w grze pojedynczej wygrał bowiem 10 spotkań przy 7 przegranych, a w deblu miał udział w 2 wygranych i 3 przegranych (poza wspomnianymi porażkami na początku i końcu reprezentacyjnej przygody przegrał w parze z Fassbenderem w 1977 z Polakami Fibakiem i Nowickim). Za najbardziej wartościowe jego wyniki singlowe w Pucharze Davisa uznać należy wygrane nad Hiszpanami Orantesem (co nie udało się Niemcowi na korcie zawodowym) i Higuerasem w 1974 oraz Brytyjczykiem Taylorem w 1973. W 1977 w singlu uległ Meiler wysoko Fibakowi 0:6, 1:6, 1:6.
Najwyższe miejsca rankingowe, jakie w ciągu kariery osiągnął Meiler, to numer 20 w grze pojedynczej (23 sierpnia 1973) i numer 25 w grze podwójnej (23 sierpnia 1977), a zarobki zawodowe nieznacznie przekroczyły dwa tysiące dolarów. Uwzględniać przy tym należy wysokość ówczesnych zarobków tenisistów zawodowych, a także odmienny sposób tworzenia rankingu ATP. Swój tenis opierał Meiler na dobrym serwisie i agresywnej grze wolejowej, ale przy niewątpliwym talencie wskazywano na jego nieprzewidywalność i chimeryczność, czy wręcz tendencję do wahania się na korcie. Charakterystyczny dla tych cech pozostaje negatywny bilans spotkań finałowych Meilera w turniejach najwyższej rangi (cztery wygrane, czternaście przegranych). W grze podwójnej wiele pewności siebie dodała mu natomiast osobowość Fibaka, który w ich duecie był postacią wiodącą, pozwalającą partnerowi na rozwinięcie umiejętności. Współpraca ich nie przetrwała jednak próby czasu z uwagi na coraz lepsze wyniki singlowe Polaka, który koncentrował się bardziej na karierze w grze pojedynczej, a jednocześnie ranking Meilera nie pozwalał mu uczestniczyć w tych samych turniejach co Fibak.
Po zakończeniu kariery zawodniczej Meiler zajął się pracą trenerską. Prowadził m.in. przez długi czas (do 1997) niemiecką kadrę "B" u boku Chorwata Pilicia, opiekując się takimi graczami, jak  Carl-Uwe Steeb, Michael Stich, Rainer Schüttler, Bernd Karbacher, David Prinosil, Jens Knippschild. Po zakończeniu współpracy z niemiecką federacją był prywatnym trenerem, prowadził m.in. popularne obozy tenisowe wspólnie z Evą Pfaff i Claudią Kohde-Kilsch. Zmarł 17 kwietnia 2014 w wyniku komplikacji po upadku, jakiego doznał w listopadzie 2013 we własnym domu (pozostawał przez ostatnie pół roku życia w śpiączce). Pozostawił żonę Giselę i dwoje dzieci.

## Osiągnięcia sportowe
- wygrane turnieje[17]
  - gra pojedyncza: Buenos Aires 1972, Calgary 1974, Omaha 1974, Manila 1977
  - gra podwójna: Oslo 1974 (z Haroonem Rahimem), Tempe 1974, Calgary 1974, Little Rock 1974, Baltimore 1974, Omaha 1974, Birmingham 1975 (wszystkie z Jürgenem Fassbenderem), Paryż (hala) 1975, Londyn 1975, Düsseldorf 1976, Kansas City 1976 (World Doubles World Championship Tennis), Monte Carlo 1976 (wszystkie z Wojciechem Fibakiem), Norymberga 1976 (z Frew McMillanem), Gstaad 1977, Düsseldorf 1977 (oba z Jürgenem Fassbenderem), Hamburg 1977 (z Bobem Hewittem), Nancy 1979 (z Klausem Eberhardem)
- finały turniejowe
  - gra pojedyncza: Berlin 1973, Hamburg 1973, Salisbury 1973, Oslo 1974, Waszyngton 1974, Jackson 1974, Little Rock 1974, Roanoke 1974, Gstaad 1975, Monachium 1975, Nassau 1975, Monachium 1976, Bruksela 1977, Florencja 1979
  - gra podwójna: Londyn (Queen’s Club) 1972 (z Jürgenem Fassbenderem), Monachium 1975 (z Milanem Holeckiem), Hampton 1975 (z Janem Piseckym), Barcelona 1975, Nicea 1976, Barcelona 1976, Atlanta 1976 (wszystkie z Wojciechem Fibakiem)[18]